# Matthew Pillsbury
Matthew Pillsbury est un photographe américain, né le 25 novembre 1973 à Neuilly-sur-Seine. Après des études à l'École alsacienne, à Paris, il rejoint l'Université Yale puis la School of Visual Arts de New York, ville dans laquelle il vit actuellement. 
A l'âge de dix ans, il apparaît en France dans son unique film comme acteur, Le Bon plaisir de Francis Girod (1984), où il tient le rôle du fils de l'héroïne jouée par Catherine Deneuve, et du Président de la République joué par Jean-Louis Trintignant.

## Publications
- Time Frame, Arles, Actes Sud, Fondation HSBC pour la Photographie, 2007, 99 p.  (ISBN 978-2742768349).
- City Stages, New York, Aperture, 2013, 125 p.  (ISBN 978-1597112376).